# Puente de la Calle Georgia-Puente Caltrans
El puente de la Calle Georgia-Puente Caltrans (del inglés: Georgia Street Bridge-Caltrans Bridge) es un puente histórico construido en 1914 en San Diego, California. El puente de la Calle Georgia-Puente Caltrans se encuentra inscrito  en el Registro Nacional de Lugares Históricos desde el 12 de febrero de 1999.

## Ubicación
El puente de la Calle Georgia-Puente Caltrans se encuentra dentro del condado de San Diego en las coordenadas 32°44′55″N 117°08′40″O / 32.748611, -117.144444.